# 小頭奈沙麗魚
小頭奈沙麗魚，為輻鰭魚綱鱸形目隆頭魚亞目慈鯛科的其中一種，分布於非洲馬拉威湖Monkey灣流域，為特有種，體長可達15公分，棲息在沙底質且植物生長的淺水域，成小群活動，以浮游生物為食，生活習性不明，可作為觀賞魚。

## 擴展閱讀
維基物種上的相關：小頭奈沙麗魚